# Terrence Jones (athlétisme)
Pour les articles homonymes, voir Jones et Terrence Jones (homonymie).
Terrence Jones, né le 8 novembre 2002, est un athlète bahaméen, spécialiste du 100 mètres.

## Biographie
Le 15 avril 2023 lors du Tom Jones Memorial de Gainesville en Floride, Terrence Jones égale le record des Bahamas du 100 m de Derrick Atkins en parcourant la distance en 9 s 91 (+ 1 m/s).

## Palmarès
| Date | Compétition                | Lieu     | Résultat | Épreuve   | Temps   |
| ---- | -------------------------- | -------- | -------- | --------- | ------- |
| 2021 | Championnats NACAC juniors | San José | 1er      | 100 m     | 10 s 47 |
| 2021 | Championnats NACAC juniors | San José | 2e       | 200 m     | 21 s 18 |
| 2021 | Championnats NACAC juniors | San José | 1er      | 4 × 100 m | 41 s 68 |

## Records
| Épreuve      | Temps        | Lieu         | Date            |              |
| En plein air | En plein air | En plein air | En plein air    | En plein air |
| ------------ | ------------ | ------------ | --------------- | ------------ |
| 100 m        | 9 s 91 (NR)  | Gainesville  | 15 avril 2023   |              |
| 200 m        | 20 s 05      | Austin       | 1er avril 2023  |              |
| En salle     |              |              |                 |              |
| 60 m         | 6 s 45 (NR)  | Lubbock      | 15 janvier 2022 |              |